# لوکاس اسکالیا
لوکاس اسکالیا (انگلیسی: Lucas Scaglia؛ زادهٔ ۶ مهٔ ۱۹۸۷) بازیکن فوتبال اهل آرژانتین است.
از باشگاه‌هایی که در آن بازی کرده‌است می‌توان به باشگاه فوتبال گیانینا، باشگاه فوتبال نیولز اولد بویز، باشگاه ورزشی دیپورتیوو کالی، و باشگاه فوتبال رییکا اشاره کرد.